# Taxonomía linneana

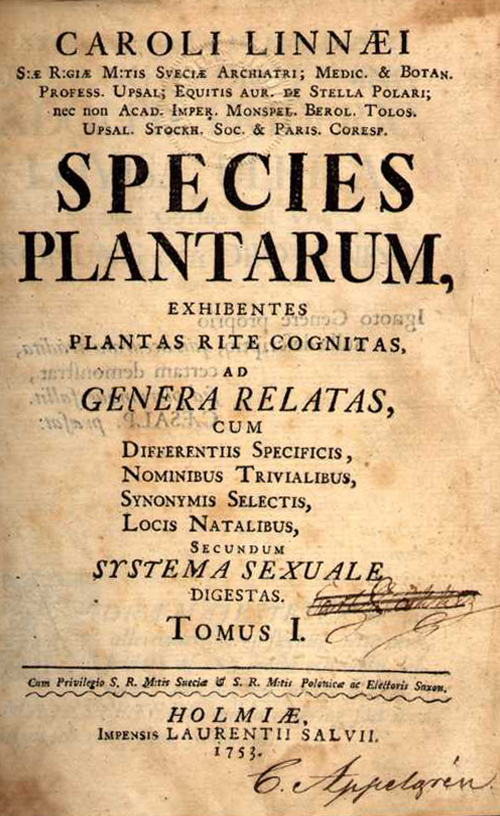
Portada de la obra de Linneo Species Plantarum (1753), la primera Flora de la taxonomía moderna. Dos años antes había publicado el landmark teórico en el que explicaba los principios con los que construyó esta Flora, Philosophia Botanica (1751). Las dos obras fueron publicadas en latín, el idioma universal de la época.

La taxonomía de Linneo o taxonomía linneana clasifica a los seres vivos, los virus y agentes subvirales en diferentes niveles jerárquicos, comenzando originalmente por el de reino. Hoy, se considera el dominio como una jerarquía suprarreinal, dada la reciente necesidad de incluir también a bacterias y a arqueas. Los reinos se dividen en filos o phyla (en singular, phylum) para los animales, y en divisiones para plantas y otros organismos. Estos se dividen en clases, luego en órdenes, familias, géneros y especies.
Aunque el sistema de Carlos Linneo era firme, la expansión de conocimiento ha dado lugar a una expansión del número de niveles jerárquicos, incrementando los requerimientos administrativos del sistema, aunque permanece, es el único sistema de clasificación básica que actualmente cuenta con la aprobación científica universal. Entre las subdivisiones posteriores, han surgido entidades como superclases, super, sub e infraórdenes, super y subfamilias, tribus y subtribus. Muchas de estas jerarquías adicionales suelen surgir en el estudio de disciplinas como la entomología, que requiere clasificar nuevas especies. Cualquier campo biológico que estudie las especies está sujeto a la clasificación taxonómica linneana, y en extensión, a sus rangos jerárquicos, particularmente si se lleva a cabo la integración de organismos vivientes con especies fósiles. Será conveniente entonces aplicar herramientas más novedosas de clasificación, como la cladista.
Tras el rango de especie, se pueden dar también subrangos, tales como subespecie y raza en animales, y variedad y forma en botánica, aunque, en esta última disciplina, el término subespecie también es utilizado.

## Rangos taxonómicos
Un índice de esta jerarquía, de más general a más específico, puede ser:
- Dominio
  - Subdominio
    - Infradominio
- Superreino
  - Reino
    - Subreino
      - Infrarreino
- Superfilo
  - Filo (o división)
    - Subfilo
      - Infrafilo
- Superclase
  - Clase
    - Subclase
      - Infraclase
        - Parvclase
- Cohorte (animales)
  - Subcohorte
    - Infracohorte
- Magnorden
  - Superorden
    - Granorden
      - Mirorden
        - Orden
          - Suborden
            - Infraorden
              - Parvorden
- División (animales)
  - Subdivisión (animales)
- Sección (animales)
  - Subsección (animales)
- Superfamilia
  - Serie (para Lepidoptera)
    - Grupo (para Lepidoptera)
      - Familia
        - Subfamilia
          - Infrafamilia
- Tribu (animales)
  - Subtribu
    - Infratribu
- Género
  - Subgénero
    - Sección (plantas)
      - Subsección (plantas)
- Especie
  - Subespecie
    - Forma specialis (hongos)
    - Raza (en desuso)
    - Variedad (plantas)
      - Forma
      - Cultivar

    - Cepa (microorganismos y virus)
      - Biovar
        - Morfovar
        - Serovar
        - Patovar
        - Fagovar

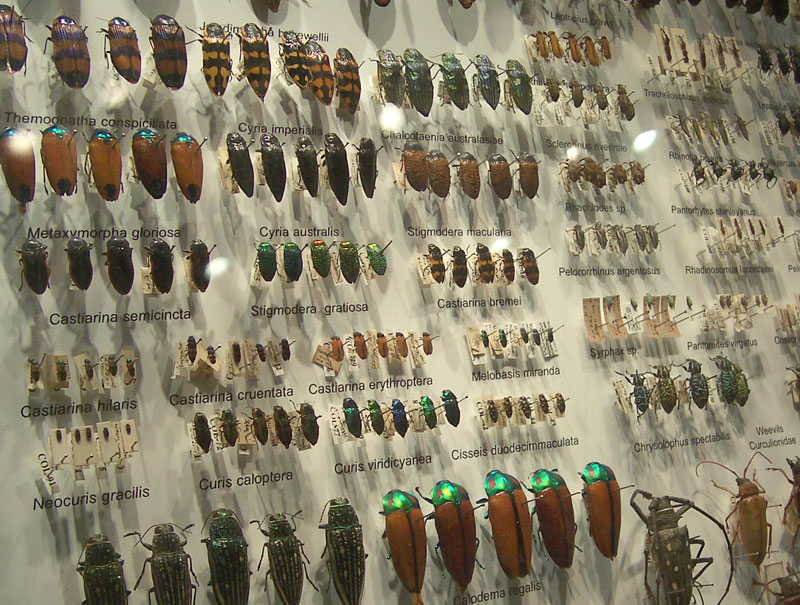
Colección de coleópteros.

De todos ellos, solo el rango especie tiene una definición biológica exacta. El resto de niveles tienen como función representar la filogenia de los organismos, todavía bajo discusión en la actualidad. Para la mayoría de organismos, no se utilizan todos los rangos; solo se utilizan para aquellos cuya clasificación es más compleja (como los insectos).

## Ejemplo de clasificación: Ser humano
Como ejemplo, se colocará la clasificación linneana moderna del ser humano.
- Dominio: Eukaryota (organismos formados por células compuestas de un núcleo y orgánulos complejos como mitocondrias, aparato de Golgi y retículo endoplasmático).
- Reino: Animalia (organismos eucariotas heterótrofos sin pared celular y pluricelulares).
- Filo: Cordados (animales, primitivamente, con notocorda).
- Clase: Mammalia (cordados con glándulas mamarias, funcionales en las hembras, que secretan leche para la nutrición de la cría. Homeotermos y con pelo).
- Orden: Primates (mamíferos con ojos frontales, pulgar oponible).
- Familia: Hominidae (primates con cerebro desarrollado y con neocórtex, visión estereoscópica).
- Tribu: Hominini (homínidos mayormente bípedos)
- Género: Homo (homínidos con espina dorsal curvada, posición bípeda permanente).
- Especie: Homo sapiens (homínidos con huesos craneales delgados, capacidad vocalizadora).

## Cambios desde Linneo
La forma de entender las relaciones entre los seres vivos ha cambiado. Linneo solo pudo basarse en su clasificación a partir de estructuras externas, y se reflejaban las relaciones entre organismos según parecidos anatómicos. Cuando se acogió el concepto de evolución como mecanismo de diversidad biológica y formación de especies, fue cuando se dio un gran cambio. Desde entonces, en la clasificación linneana se reflejará la filogenia de cada especie, de forma que cada taxón incluye al antecesor y a todos sus descendientes. Esto es un taxón monofilético. También surgieron las ideas de taxones parafiléticos (donde se incluye al antecesor y sus descendientes, pero hay algunas especies excluidas; algunos casos, como el de los reptiles y las aves, están aceptados) y polifiléticos, que actualmente no se consideran aceptables.
Originalmente, Linneo estableció tres reinos: Vegetabilia, Animalia y Mineralia un reino adicional para minerales, que fue pronto abandonado. Desde entonces, varias formas de vida han sido movidas de un reino a otro. Después se produjo una reorganización en cuatro reinos, al diferenciar los hongos de las plantas, y después de que Leeuwenhoek descubriera los microorganismos. Se conformaron los reinos Animalia, Plantae, Fungi y Protoctista. Tras el uso del microscopio electrónico, Whittaker propuso el sistema de cinco reinos, separando el reino Monera de los protistas. Este sistema permaneció mucho tiempo, y estuvo muy arraigado, hasta el descubrimiento de las arqueas y los estudios de genómica con el gen codificante para el ARNr-16s. Ahora, se consideran seis reinos en tres dominios, dos procariontes y uno eucarionte: Archaea, que incluye a todas las arqueas, Bacteria, que incluye al reino antiguamente llamado monera, y los cuatro reinos de Eukarya.